# Limonium flexuosum
Limonium flexuosum är en triftväxtart som först beskrevs av Carl von Linné, och fick sitt nu gällande namn av Carl Ernst Otto Kuntze. Limonium flexuosum ingår i släktet rispar, och familjen triftväxter. Inga underarter finns listade i Catalogue of Life.